# تپه شکرناب
تپه شکرناب مربوط به دوران‌های تاریخی پس از اسلام است و در شهرستان آبیک، روستای شکر ناب واقع شده و این اثر در تاریخ ۱۰ مهر ۱۳۸۰ با شمارهٔ ثبت ۳۹۵۷ به‌عنوان یکی از آثار ملی ایران به ثبت رسیده است.